# Молочнокисле бродіння

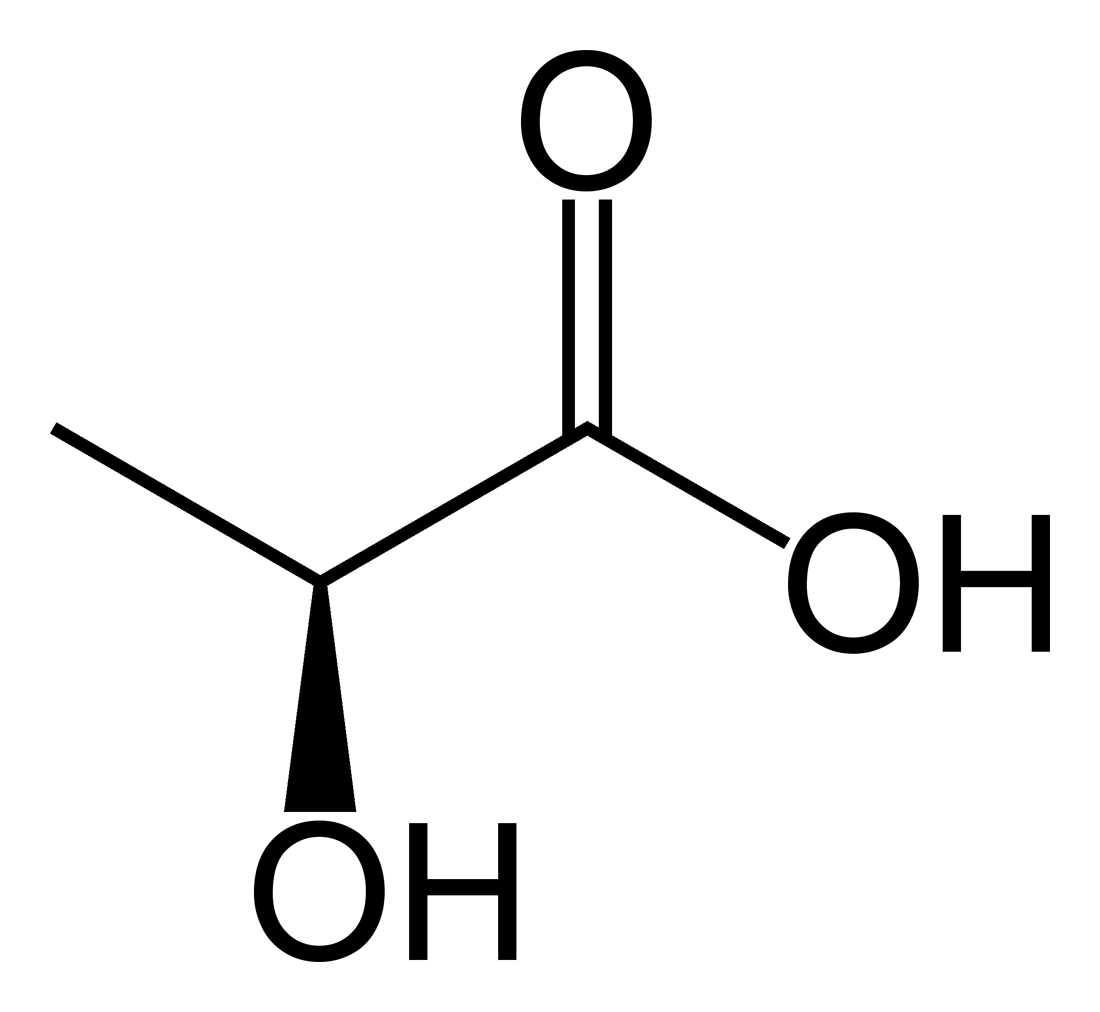
Молочна кислота- основний продукт молочнокислого бродіння

Молочнокисле бродіння — процес анаеробного окиснення вуглеводів, кінцевим продуктом при якому виступає молочна кислота. Назва отримана по характерному продукту — молочній кислоті. Для молочнокислих бактерій є основним шляхом катаболізму вуглеводів і основним джерелом енергії у вигляді АТФ. Також молочнокисле бродіння відбувається у тканинах тварин при великих навантаженнях за відсутності кисню.

## Види молочнокислого бродіння
Залежно від продуктів, що виділяються, крім молочної кислоти, та їх відсоткового співвідношення розрізняють гомоферментативне і гетероферментативне молочнокисле бродіння. Відмінність також полягає й у різних шляхах одержання пірувату при деградації вуглеводів гомо- і гетероферментативними молочнокислими бактеріями.

### Гомоферментативне молочнокисле бродіння
При гомоферментативному молочнокислому бродінні вуглевод спочатку окиснюється до пірувату, по гліколітичному шляху, потім піруват відновлюється до молочної кислоти НАДН + Н (утворився на стадії гліколізу при дегідруванні гліцеральдегід-3-фосфата) за допомогою лактатдегідрогенази. Від стереоспецифічності лактатдегідрогенази та наявності лактатрацемази залежить, який енантіомер молочної кислоти буде превалювати в продуктах: L-, D-молочна кислота або ж DL-рацемат. Продуктом гомоферментативного молочнокислого бродіння є молочна кислота, яка становить не менше 90% всіх продуктів бродіння. Приклади гомоферментативних молочнокислих бактерій:Lactobacillus casei,  L. acidophilus, Streptococcus lactis .

### Гетероферментативне молочнокисле бродіння
На відміну від гомоферментативного бродіння, деградація глюкози йде по пентозофосфатному шляху, гліцеральдегид-3-фосфат, що утворюється з ксилулозо-5-фосфату окиснюється до молочної кислоти, а ацетилфосфат відновлюється до етанолу (деякі гетероферментативні молочнокислі бактерії окиснюють отриманий етанол частково або повністю до ацетату). Таким чином, при гетероферментативному молочнокислому бродінні утворюється більше продуктів: молочна кислота, оцтова кислота, етанол, двоокис вуглецю. приклади гетероферментативних молочнокислих бактерій: L. fermentum ,  L. brevis , Leuconostoc mesenteroides , Oenococcus oeni.

## Значення молочнокислого бродіння для людини
Молочнокисле бродіння використовується для консервації продуктів харчування (за рахунок інгібування росту мікроорганізмів молочною кислотою і зниження рН) з метою тривалого збереження (приклад — квашення овочів, сирокопчення), приготування кисломолочних продуктів (кефір, ряжанка, йогурт, сметана), силосування рослинної маси, а також біотехнологічного способу виробництва молочної кислоти.